# Мумијеви (ТВ серија 1990—1991)
„Мумијеви” (јап. 楽しいムーミン一家; Таноши мумин ика) су јапанско-финско-холандска анимирана телевизијска серија о Мумијевима, настала на основу романа, прича и стрипова финске књижевнице Туве Јансон и стрипова њеног брата Ларса Јансона. Снимљена је у продукцији телевизијске куће Телекејбл Бенелукс. Серија садржи 78 епизода које су се премијерно приказивале на каналу Токио од 12. априла 1990. до 3. октобра 1991. Иако је ово била једна од многобројних адаптација о авантурама породице Муми, управо се овај јапански аниме, због оствареног успеха широм света, сматра најпознатијом адаптацијом.
Радња „Мумијевих” се одиграва у Долини Мумијевих и прати авантуре Мумија, доброћудног и дебељушкастог трола, који живи са Мамом Муми и Татом Муми у великој плавој кући. Серија приказује многобројне, необичне авантуре ове породице и њихових пријатеља. Већина епизода укључује проналажење магичних предмета, упознавање чудних створења, авантуре изван Долине или излажење на крај са свакодневним проблемима. Серија је само делимично верна романима и стриповима на којима је заснована, те су кроз епизоде уведени нови ликови и пустоловине којих нема у делима Туве и Ларса Јансона.
Серија је помогла покретање такозваног „муми бума” у Јапану почетком деведесетих. Након великог успеха, снимљен је и наставак под називом „Мумијеви: дневник авантуре”, који је подразумевао додатних 26 епизода и који је у појединим земљама приказан као друга сезона серије. Аниме је доживео велики успех и изван Јапана и приказан је у преко шездесет земаља. „Мумијеви” су приказивани и у Босни и Херцеговини, где су гласове јунацима позајмили познати босанскохерцеговачки глумци. Ова синхронизована верзија је емитована и на бројним локалним телевизијама у Србији и Црној Гори.

## Заплет серије
Серија започиње доласком пролећа у Долину Мумијевих и то на дан када се из зимског сна буде Муми, Мама Муми, Тата Муми, Мала Му, Њушо и Мумка. Тог дана се у Долину са путовања враћа и Мумијев најбољи друг Свире. Првих осам епизода су кохерентно повезане а сам заплет је заснован на роману „Чаробњаков шешир”, трећој књизи у серијалу. Муми и његови пријатељи проналазе шешир који магично трансформише предмете који доспевају у његову унутрашњост. У једној од епизода Мумијеви проналазе напуштену бродску олупину коју поправљају и са којом испловљавају на пучину. Искрцавају се на тајанствено острво где се сусрећу са шљукастим презлама. Након повратка у Долину Мумијевих, испоставља се да шешир припада мистериозном чаробњаку који јаше на великом црном пантеру. Мумијеви му враћају шешир. У дом Мумијевих долазе Берица и Зерица носећи мистериозни црвени рубин сакривен у великом коферу. Њих две беже од Гроке, необичног створења које доноси хладноћу и уноси језу свуда где се појави. Мумијеви успевају да је отерају. Након што су Берица и Зерица вратиле изгубљену ташну Маме Муми, Мумијеви одлучују да направе велику забаву. На забави долеће и чаробњак за кога се испоставља да годинама трага за црвеним, краљевским рубином. Пошто је чаробњак обећао да ће сваком испунити по једну жељу, Берица и Зерица су пожелеле исти црвени рубин који поклањају чаробњаку.
Серија обухвата радњу у периоду од три године. Након авантура са чаробњаком и црвеним рубином, одигравају се и друге необичне авантуре. Мумин остаје будан једне зиме док остали чланови породице спавају у зимском сну, те заједно са Малом Му и Тутики доживљава низ пустоловина. Неколико епизода прати покушаје Мумета да дизајнира летећи брод. Такође, у другој години упознају и Алису коју бака подучава да постане вештица. Серија се завршава доласком треће зиме те Мумијеви одлазе на спавање а Свире на своје сезонско путовање на југ.

## Продукција
Мумијеви су били преточени у телевизијске серије више пута. Између осталог, два пута у Јапану, „Мумијеви” 1969. и „Нови Мумијеви” из 1972, али се ниједна ни друга адаптација нису допадале ауторки Тове Јансон због изневеравања концепције ликова у односу на њен литерални предложак. Из овог разлога, „Мумијеви” и „Нови Мумијеви” никада нису били приказани изван Јапана. Крајем седамдесетих је начињена врло успешна пољска телевизијска адаптација „Мумијевих” која се приказивала широм Европе. Жељу за новом адаптацијом изразио је продуцент Денис Ливсон, те је још од 1981. покушавао да добије ауторску дозволу од Тове и Ларса Јансона. Обоје су дуго оклевали, али су коначно пристали након што су видели цртану серију „Алфред Џонатан Квак” коју је управо Ливсон креирао и продуцирао. У јапанском студију Ливсон је показао Тови и Ларсу исечак из серије, након чега је, према Ливсоновом тврђењу, Тове усклкинула: „Оживели су!” (Dom lever ju).
Серија је снимана у копродукцији холандске продуцентске компаније Телекејбл Бенелукс („Telecable Benelux B.V.”) и јапанских аниматорских студија Телескрин Јапан (Telescreen Japan Inc) и Визуал 80 (Visual 80). Хироши Саито и Масајуки Коџима су је режирали, а Акира Мијазакаи потписао сценарио за већину епизода. Туве и Ларс Јансон су учествовали у концепцији и вршили одређене измене у сценарију.

## Разлика у односу на књиге и стрипове
Заплети појединих епизода засновани су на књигама о Мумијевима и то на романима „Чаробњаков шешир” (осам епизода), „Муми усред зиме” (три епизоде) „Опасна средина лета” (три епизоде), „Мемоари Тате Муми” (три епизоде), „Тата Муми на мору” (две епизоде) и на збирци новела „Приче из Долине Мумијевих”. Двадесетак епизода је утемељено на заплету из стрипова. Остале епизоде су углавном засноване на оригиналним заплетима.
Серија садржи бројне разлике у односу на књижевни предложак. Поједини ликови из романа и стрипова нису присутни у серији, али и обрнуто, поједине пустоловине и ликови су се први пут појавили у овом јапанском анимеу.
Неке од значајних разлика су:
- Мала Му се појављује у серији од почетка, док се у романима појављује тек у каснијим деловима.
- Господарица Студени је другачије представљена у серији у односу на роман
- У књигама Мумијеви дају Гроки Чаробњаков шешир у замену за црвени рубин, док у серији у замену за рубин Мумијеви дају Гроки срцолику шкољку коју је Мумка поклоника Мумију.
- У серији Филифјонка је она која је отхранила Тату Муми у сиротишту. У књигама је то био Хемули
- Мумка и Њушо су стални ликови у серији. Њихова улога у романима је мања.
- Свире је много љубазнији и отворенији у серији него у романима. Такође, Свире у серији не пуши лулу.
- Муме се, такође, чешће појављује у серији него у књижевним делима. У серији је представљен као научник и проналазач, док је у романима мање важан јунак који систематски решава свакодневне проблеме. Његова опсесија летењем присутна је само у серији.
- Алиса и њена бака вештица појављују се искључиво у серији.